# Pseudophryne coriacea
A Pseudophryne coriacea a kétéltűek (Amphibia) osztályának békák (Anura) rendjébe, a Myobatrachidae családba, azon belül a Pseudophryne nembe tartozó faj.

## Előfordulása
Ausztrália endemikus faja. Queensland állam délkeleti részén és Új-Dél-Wales északi, tengerparti területen, a tengerszinttől 1000 m-es magasságig honos. Elterjedési területének mérete körülbelül 57 600 km².

## Megjelenése
Kis termetű békafaj, hossza elérheti a 3 cm testhosszúságot. Háta narancssárga vagy vörös, apró fekete pettyekkel vagy foltokkal. A test és a fej oldala fekete vagy szürke színű, a hát színétől élesen elválva. A hasán fekete-fehér márványos mintázat látható. Pupillája vízszintes, az írisz aranyszínű. A karok és a lábak felső felén narancssárga vagy vörös foltok vannak, az alsó felület szürke vagy fekete. Ujjai között nincs úszóhártya, ujjai végén nincsenek korongok.

## Életmódja
A faj általában esőerdőkhöz és nedves szklerofil erdőkhöz kötődik, de száraz szklerofil erdőkben, és időnként irtott területeken is megtalálható. Általában gyakran elöntött területeken, például út menti árkokban, patakokban és ideiglenes medencékben fordul elő. Az év bármely szakában szaporodik eső után, esetleg a tél kivételével. A nőstény a petéket kis csoportokban rakja le a szárazföldön, nedves lombhulladék, sziklák és fatörzsek alá, valamint a talajban lévő sáros üregekbe. A fészket többi Pseudophryne fajhoz hasonlóan a hím őrzi. Az ebihalak akár 2,5 cm hosszúak is lehetnek, sötétszürke vagy barna színűek, fekete foltokkal. Fészküket elárasztja az eső, és legalább két hónapig tart, amíg békává fejlődnek

## Természetvédelmi helyzete
A vörös lista a nem fenyegetett fajok között tartja nyilván. Populációja stabil, több védett területen is előfordul.